# 1969年のラジオ (日本)
1969年のラジオ (日本)では、1969年の日本のラジオ番組、その他ラジオ界の動向について記す。

## 主な番組関連の出来事
- 10月1日 - 文化放送、開局時から17年半放送してきた深夜の看板番組『S盤アワー』が、この日をもって終了[1]。
- 10月6日 - TBSラジオで、『毒蝮三太夫のミュージックプレゼント』を放送開始[2]。
- 11月9日 - 朝日放送で、ラジオ超長時間生ワイド番組『東芝ワイドワイドサンデー〜あなたとつくる365分〜』を放送開始（ - 1972年9月24日）[3]。

## 主なその他ラジオ関連の出来事
- 3月1日 - NHK-FM放送の本放送を開始[4]。
- 9月29日 - FM東海とNET（日本教育テレビ、現・テレビ朝日）が共同で、ステレオ音声でのテレビ番組の制作・放送を、この日放送の『東京のこだま』で初実施。映像をNET（音声はモノラル）、ステレオ音声をFM東海で同時放送。民放初の試みとなる[注 1][5][6]。
- 12月24日 - 日本初の営利事業者による民間FM放送局として、「愛知音楽エフエム放送」（現：エフエム愛知）が開局。

## 開局
- 12月24日 - 愛知音楽エフエム放送（現：エフエム愛知）

## 商号変更
- 6月1日 - ラジオ栃木→栃木放送

## 開始番組

### 1969年1月放送開始
ニッポン放送
- 開始日不明 - 高嶋ひでたけのオールナイトニッポン

### 1969年2月放送開始
毎日放送
- 1日 - お早うダイワボウです〜お早う浜村淳です〜

### 1969年3月放送開始
NHK-FM放送
- 1日 - 午後の間奏曲

### 1969年4月放送開始
NHKラジオ第2放送
- 13日 - 市民大学講座

NHK-FM放送
- 10日 - いこいのひととき
- 13日 - リクエストコーナー

ラジオ栃木
- 開始日不明 - 西武ポップスベスト10

東京放送
- 12日 - ラジオ・スケッチ

文化放送
- 14日 - ハローパーティー

毎日放送
- 14日 - GO! GO! MBS

大阪放送
- 14日
  - ハロー!パーティ HATでヤンヤン
  - なぐりこみ歌謡七人衆

RKB毎日放送
- 23日 - スマッシュ!!11

### 1969年5月放送開始
毎日放送
- 12日 - MBSセスナフライングスタジオ

### 1969年6月放送開始
文化放送
- 3日 - セイ!ヤング

### 1969年7月放送開始
文化放送
- 7日 - 猛烈テレフォン

### 1969年10月放送開始
STVラジオ
- 5日
  - ニューヒット・イン・北海道
  - STV報道ダイヤル
- 8日 - ヤングでスイスイ

青森放送
- 5日 - ナイトブリッジ・フォー・ユー

東京放送
- 6日 - 毒蝮三太夫のミュージックプレゼント[2]
- 11日 - ヤングタウン東京神出鬼没

ニッポン放送
- 5日 - 全国ヤング歌謡フェスティバル
- 開始日不明 - 亀渕昭信のオールナイトニッポン

毎日放送
- 1日 - お早う6時半です
- 6日 - ハローMBS 30秒リクエスト
- 27日 - 奥様百科

RKB毎日放送
- 6日 - 歌謡曲ヒット情報

### 1969年11月放送開始
ニッポン放送
- 17日 - 青春ホットライン

朝日放送
- 9日 - 東芝ワイドワイドサンデー〜あなたとつくる365分〜[3]

### 1969年12月放送開始
愛知音楽エフエム放送
- 開始日不明 - FMバラエティ

### 開始日不明
ラジオ関東
- ラジオ日本交通安全キャンペーン

## 終了番組

### 1969年3月放送終了
ニッポン放送
- 28日 - ザ・パンチジャーナル

### 1969年9月放送終了
ニッポン放送
- 29日 - 陳平・花の予備校

### 1969年10月放送終了
文化放送
- 1日 - S盤アワー[1]